# Пужоль, Эдгар
Эдгар Климент Пужоль Порторреал (исп. Edgar Climent Pujol Portorreal; род. 7 августа 2004, Сабадель, Испания) — доминиканский футболист, защитник клуба «Реал Мадрид Кастилья». Участник Олимпийских игр 2024 в Париже. 
Пужоль родился в Испании в семье выходцев из Доминиканской Республики.

## Клубная карьера
Пужоль — воспитанник клубов «Кастельяр», «Сабадель», «Кан Рулл», «Дамм», «Эспаньол» и «Реал Мадрид». 18 декабря 2021 года в матче против дублёров «Бетиса» он дебютировал в Первом дивизионе Испании в составе дублёров последних.

## Карьера в сборной
В 2023 году в составе юношеской сборной Испании Пужоль принял участие в юношеском чемпионате Европы на Мальте. На турнире он сыграл в матчах против команд Норвегии, , Исландии,  Греции и  Италии.
В 2024 году он принял решение выступать за Доминиканскую Республику.
В 2024 году Пужоль в составе олимпийской сборной Доминиканской Республики принял участие в Олимпийских играх в Париже. На турнире он сыграл в матчах против команд Египта, Испании и Узбекистана.